# Stoombootweg
De Stoombootweg is een straat in Amsterdam-Noord.
De Stoombootweg was in eerste instantie een wandelpad naast een sloot in de gemeente Landsmeer. Ze werd belangrijker doordat aan het begin vanaf 1867 stoomboten aanlegden vanuit en vertrokken naar Amsterdam. Dit heet tegenwoordig de Landsmeerderdijk, de voormalige dijk van de Buikslotermeer, tegenwoordig Zijkanaal I. Aan het eind ligt de Kadoelenweg, de doorgaande weg hier. Die straat had bij de annexatie nog de naam Zuideinde (ze lag in het zuiden van Landsmeer). Het pad groeide uit tot een weg.
Vanaf de jaren vijftig wilde Amsterdam dit deel bij haar gemeente voegen maar ook Oostzanerwerf, waarbij er hevig protest uit Landsmeer maar ook Oostzaan kwam. De reden voor overname, de Amsterdamse bevolkingsgroei werd in Landsmeer als schijnreden gezien, Amsterdam had toen namelijk nog tal van lege plekken om te bouwen. Toch werden op 1 augustus 1966 de stukken grond overgedragen aan Amsterdam. De Stoombootweg kwam dus mee en doorsneed direct in omgekeerde V-vorm het nieuwe gebied dat de naam Kadoelen kreeg.
Met de overnames kreeg Amsterdam meteen grond voor de aanleg van de Rijksweg 10, ten noorden van Kadoelen en Oostzanerwerf en voor de Banne II. Bovendien kreeg het er drie bruggen (en twee naamloze duikers) bij om te onderhouden, gelegen over de parallel aan de Stoombootweg lopende Meersloot:
- brug 323 : zonder officiële benaming; de brug ligt over een duiker in de sloot; ze ligt in de Pandorinastraat (een straatnaam uit 1956 die van Landsmeer werd overgenomen), de brug is geheel in het wegpatroon opgenomen en vanaf de weg alleen herkenbaar aan de leuningen.
- brug 312 : zonder officiële benaming; de brug ligt over een duiker in de sloot; ze ligt in de Eudorinastraat (een straatnaam uit 1956 die van Landsmeer werd overgenomen); de brug is geheel in het wegpatroon opgenomen en vanaf de weg alleen herkenbaar aan de leuningen[4] Het brugnummer behoorde eerder toe aan de Eilandsbrug.

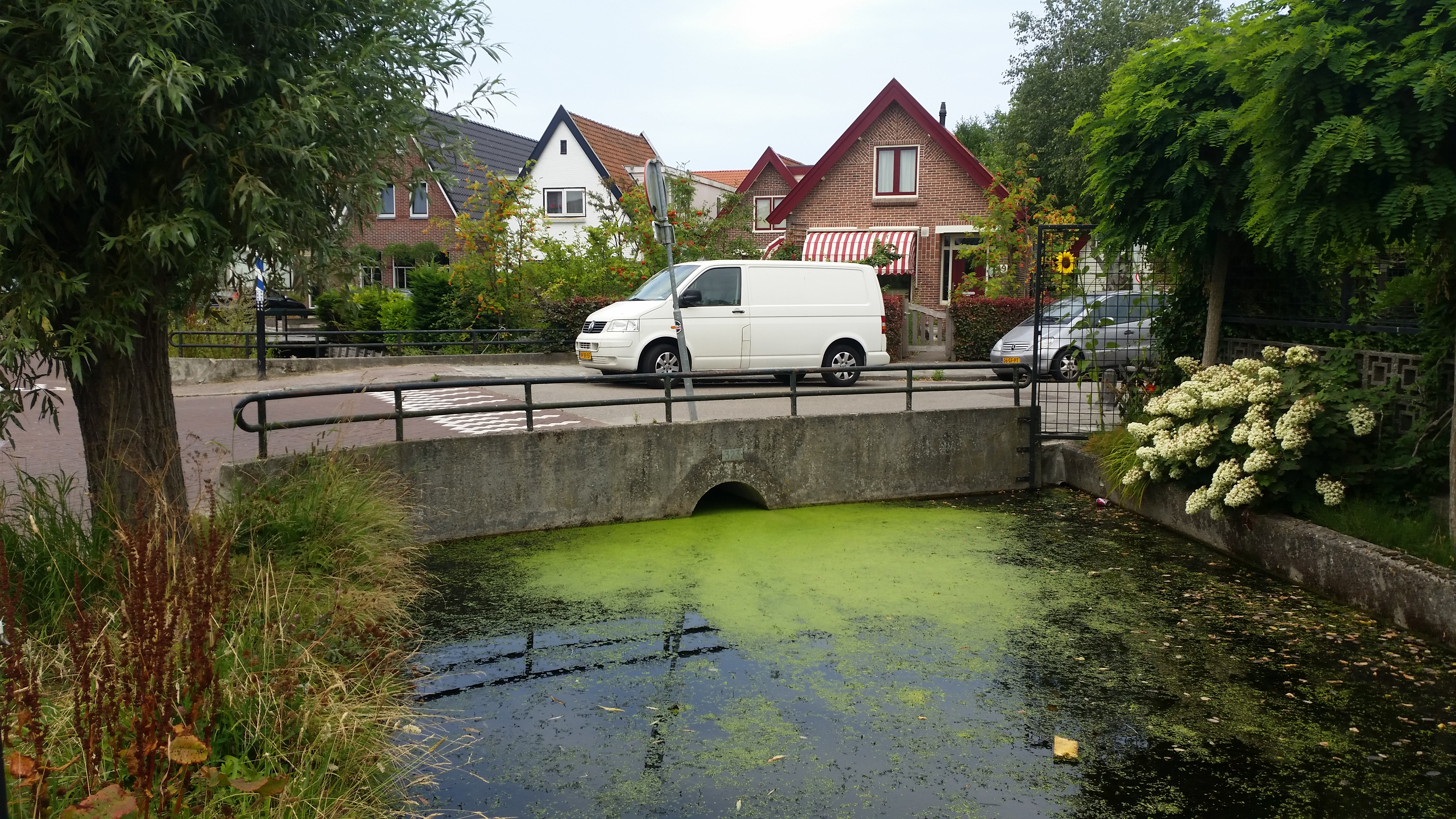
Brug 323, westkant (juli 2018)

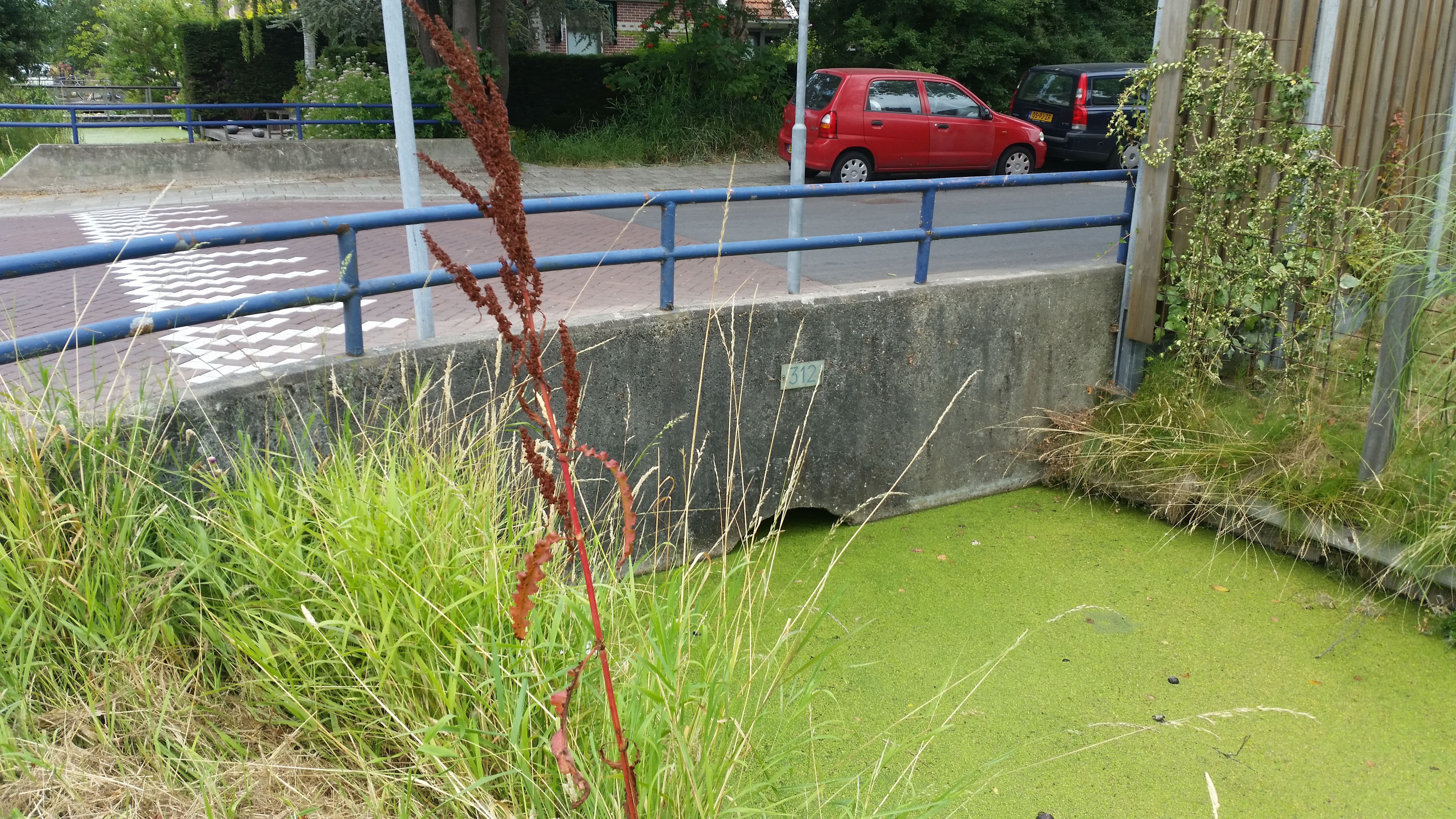
Brug 312, westkant (juli 2018)

- Meerbrug (brug 308).

<<< · 300 · 301 · 302 · 303 · 304 · 305 · 306 · 307 · 308 · 309 · 310 · 311 · 312 · 313 · 314 · 315 · 316 · 317 · 318 · 320 · 321 · 322 · 323 · 324 · 325 · 327 · 328 · 330 · 331 · 332 · 333 · 334 · 335 · 336 · 337 · 338 · 339 · 340 · 341 · 342 · 343 · 344 · 345 · 346 · 347 · 348 · 349 · 350 · 351 · 352 · 353 · 354 · 355 · 356 · 357 · 358 · 359 · 360 · 361 · 362 · 363 · 364 · 365 · 366 · 367 · 368 · 371 · 372 · 373 · 374 · 375 · 376 · 377 · 378 · 379 · 380 · 381 · 382 · 383 · 385 · 386 · 387 · 388 · 389 · 390 · 391 · 392 · 393 · 394 · 395 · 396 · 397 · 398 · 399 · >>>
Brugnummers 319, 326, 329 (tijdelijke duiker in de Ringspoordijk), 369, 370, 384 zijn niet (meer) vergeven.